# Sant Esteve de Castellonet
Sant Esteve de Castellonet és una capella d'estil romànic del poble d'Els Torrents, al municipi de Lladurs (Solsonès).

## Descripció
Està adossada a la façana sud-oriental de la masia de Castelló. Mancada de coberta, se'n conserven bona part de les façanes i obertures. Cal fer especial esment de la portalada, d'arc de mig punt adobellat
Restes d'una antiga capella romànica aïllada situada a la Serra de Castelló, a prop de l'ermita de Sant Joan Castellonet, a la població de Torrents-Vilanova del municipi de Lladurs. La capella està adossada a façana sud-est de la masia de Castelló i consta d'una nau de planta rectangular. Conserva bona part de les façanes i de les obertures, tot i que la coberta de la nau s'ha ensorrat. De la façana principal destaca el portal d'arc rebaixat amb dovelles i brancals de grans blocs de pedra escairada. A sobre del portal hi ha una obertura rectangular d'arc a nivell. En un costat de la façana principal s'hi adhereix un altre cos en runes. El parament és de pedra picada de diferent mida unida amb morter i presenta restes d'arrebossat.